# تايلور لورد
تايلور لورد (30 مايو 1990 في كندا - ) هو لاعب كرة قدم كندي في مركز الدفاع. شارك مع منتخب كندا تحت 20 سنة لكرة القدم. أما مع النوادي، فقد لعب مع Dayton Dutch Lions ‏ وToronto Lynx ‏ ونادي العقبان البيضاء الصربية وSC Toronto ‏ وYork Region Shooters ‏.

## وصلات خارجية
- تايلور لورد على موقع قاعدة بيانات كرة القدم.إي يو (الإنجليزية)